# Боливийский карликовый тиранн
Боливийский карликовый тиранн (лат. Zimmerius bolivianus) — вид птиц из семейства тиранновых. Подвидов не выделяют.

## Распространение
Обитают в Боливии и Перу. Естественной средой обитания являются субтропические и тропические влажные горные леса.

## Описание
Длина тела 12 см, вес 10—11,6 г. Темя, верхние части тела и лицо тёмно-оливковые. Крылья тёмного цвета.

## Биология
Питаются насекомыми, а также мелкими фруктами (особенно плодами ремнецветниковых). Ищут пищу поодиночке или парами, иногда присоединяясь к смешанным группам кормящихся птиц разных видов.

## Охранный статус
МСОП присвоил виду охранный статус LC.